# نرنست (دهانه)
نرنست یک دهانه برخوردی در ماه‌ است.

## دهانه‌های اقماری
این دهانه ۱ دهانه اقماری دارد.
| Nernst | عرض جغرافیایی | طول جغرافیایی | قطر          |
| ------ | ------------- | ------------- | ------------ |
| T      | ۳۵.۸° N       | ۹۶.۹° W       | ۲۵.۰ کیلومتر |